# Lachnoptera iole
Lachnoptera iole är en fjärilsart som beskrevs av Fabricius 1781. Lachnoptera iole ingår i släktet Lachnoptera och familjen praktfjärilar. Inga underarter finns listade i Catalogue of Life.